# The Rifleman
The Rifleman es una serie de televisión del género western protagonizada por Chuck Connors.

## Sinopsis
La serie, titulada El hombre del rifle en español, era un western protagonizado por Chuck Connors como Lucas McCain, un viudo que trabajaba en su rancho; lo acompañaba su pequeño hijo Mark McCain. Se emitió entre septiembre de 1958 y abril de 1963. Se filmaron 169 capítulos de la serie.

## Elenco
- Chuck Connors: Lucas McCain
- Johnny Crawford: Mark McCain
- Paul Fix:  Marshal Torrance